# Funcție armonică
Funcție armonică este un termen folosit în matematică (mai ales în teoria probabilităților), fizică și se referă la acele funcții dublu derivabile
{\displaystyle f:U\rightarrow \mathbb {R} }, unde {\displaystyle U} este o mulțime deschisă  a lui {\displaystyle \mathbb {R} ^{n}},
care satisface ecuația lui Laplace:
{\displaystyle {\frac {\partial ^{2}f}{\partial {x^{2}}_{1}}}\;+\;{\frac {\partial ^{2}f}{\partial {x_{2}}^{2}}}\;+\;\cdots \;+\;{\frac {\partial ^{2}f}{\partial {x_{n}}^{2}}}\;=\;0}
pe întreg intervalul U. Într-o notație mai compactă se mai poate scrie:
{\displaystyle \nabla ^{2}f\;=\;0} 
sau
{\displaystyle \Delta f\;=\;0} .
O funcție armonică este deci, prin definiție, o soluție a ecuației lui Laplace.

## Exemple
Exemple de funcții armonice cu două variabile:
- partea reală și partea imaginară a oricărei funcții olomorfe
- funcția

{\displaystyle f(x_{1},x_{2})\;=\;ln({x_{1}}^{2}+{x_{2}}^{2})}
definită pe {\displaystyle \mathbb {R} ^{2}\backslash \{0\}}, de exemplu potențialul electric produs de un fir încărcat sau potențialul gravitațional datorat unei mase cilindrice.